# Arroyo Chuy
El arroyo Chuy (en portugués arroio Chuí) es un arroyo uruguayo y brasileño, que marca parte de la frontera entre estos países. También fue el primer punto de demarcación de la frontera entre los territorios españoles en la Banda Oriental y el territorio portugués en América en 1784.
Nace en la Laguna Merín perteneciente al municipio brasileño de Santa Vitória do Palmar, y después marca la frontera entre Uruguay y Brasil hasta llegar al océano Atlántico, donde desemboca tras recorrer alrededor de 45 km.
En la desembocadura, del lado uruguayo se encuentra el balneario Barra del Chuy y del otro lado de la frontera está el balneario Barra do Chuí. 
Se considera una de las curvas del arroyo como el punto más meridional de Brasil.[cita requerida]

## Situación ambiental
Desde 1997 los márgenes del Arroyo Chuy se constituyen como Área de Protección Ambiental, protegidos por ley y sujeta a sanciones cualquier modificación no autorizada, debido a la sedimentación del arroyo. 

A pesar de la legislación que lo protege, el arroyo se encuentra amenazado por diferentes fuentes de contaminación. Una de ellas es la falta de saneamiento local e infraestructura.También, en las áreas linderas al arroyo se desarrollan actividades arroceras,que contaminan el arroyo.El uso de pesticidas y fungicidas de las actividades agrícolas también contribuyen a la contaminación de las aguas. 

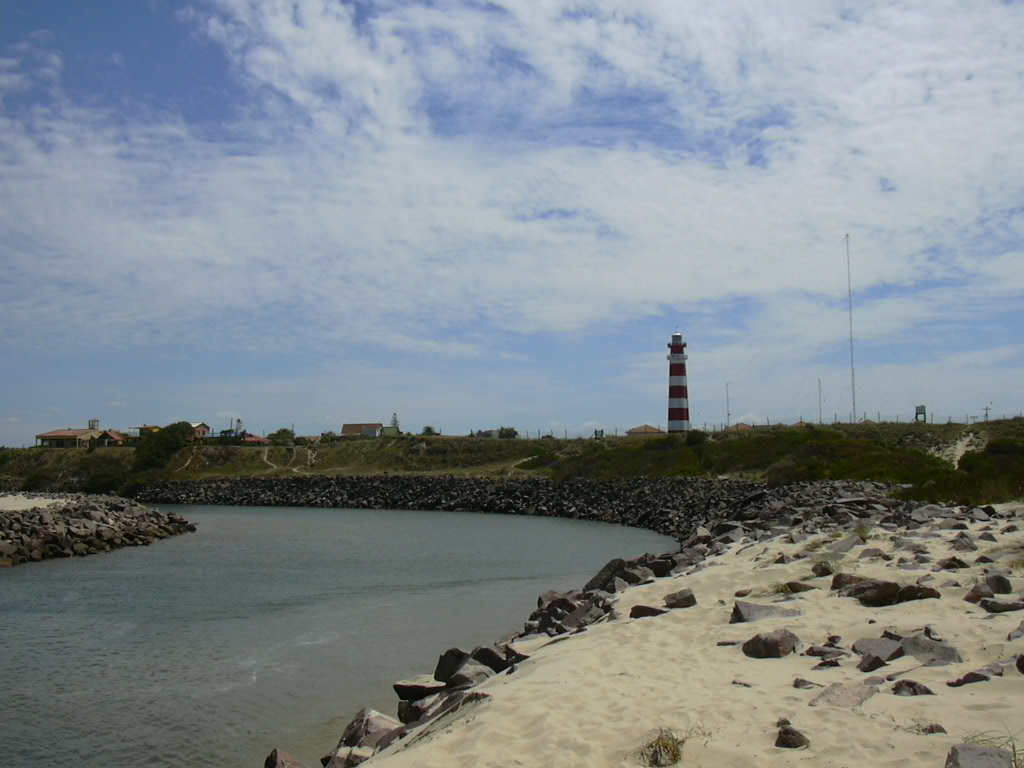
Faro brasileño en las costas del arroyo Chuy.